# NAUI
NAUI(National Association of Underwater Instructors)는 1959년 알버트 틸만(Albert Tillman)과 닐 헤스(Neal Hess)가 설립한 비영리 스쿠버 다이빙 교육기관이다. 모토는 '교육을 통해 안전하게 다이빙하자(DIVE SAFETY THROUGH EDUCATION)'. 미국 내 대학교에서 학점 인정을 받으며, 미항공우주국 우주인 무중력교육 수중훈련 위탁기관으로 참여하고 있다.